# 6719 Ґаллай
6719 Ґаллай (6719 Gallaj) — астероїд головного поясу, відкритий 16 жовтня 1990 року.
Тіссеранів параметр щодо Юпітера — 3,335.
Галлай — астероїд головного середнього поясу, який був відкритий радянським астрономом Галиною Кастель 13 жовтня 1990 року в Кримській обсерваторії в Науковому. Раніше астероїд був видно в цій обсерваторії 20 вересня 1985 року під тимчасовим позначенням 1985 SO4.
Середній діаметр астероїда був розрахований приблизно на 9 кілометрів. Період обертання астероїда вивчався кілька разів з 2009 року.
Астероїд Галлай був названий 5 березня 1996 року за пропозицією Галини Кастель на честь радянського льотчика-випробувача Марка Лазаревича Галлая (1914—1998).